# Saab Surveillance
Surveillance, är ett affärsområde i Saab AB. Affärsområdet, som fram till april 2016 hette Electronic Defence Systems, bildades 1 januari 2010 genom en sammanslagning av Saab Microwave Systems och Saab Avitronics. Saab Microwave var från grundandet 1947 till 2006 en del av LM Ericsson och hette då Ericsson Microwave Systems. Även Saab Avitronics har rötter i Ericsson men även i SATT (dotterbolag till Telefunken), Philips och sydafrikanska Grintek.
Idag består Surveillance av affärsenheterna Airborne Surveillance Systems, Combat Systems and C4I Solutions, Electronic Warfare Systems, Surface Radar Solutions och Traffic Management.
Affärsområdet erbjuder lösningar inom säkerhet, övervakning och beslutstöd, och lösningar för att upptäcka och skydda mot olika typer av hot. Produktportföljen omfattar flygburna, landbaserade och marina radarsystem, system för elektronisk krigföring, stridssystem och C4Ilösningar, samt trafikledningssystem.
I produktportföljen ingår bland annat:
- Markradarfamiljen Giraffe, Sea Giraffe och artillerilokaliseringsradarn Arthur
- Flygburna övervakningsradarsystemen Saab GlobalEye och Saab 2000 Erieye Airborne Early Warning and Control (AEW&C), nosradar, markspaningsradar, missildatalänkar och laseravståndsmätare.
- Självskyddssystem inom elektronisk krigföring, som IDAS, Camps, BOL, ESTL och LEDS.
- Signalspaningssystem (SIGINT), bland annat inom ESM/ELINT och COMINT.
- Stridsledningssystem och  lösningar inom C4I, exempelvis 9Land C2, Universal Tank and Anti-Aircraft System (UTAAS) Fire Control Director, Trackfire Remote Weapon Station, marina systemen 9LV och flygburna systemen 9Air och 9Airborne.